# Юкном-Чен
Юкном-Чен («Сотрясатель земли») — тридцатый правитель древнего майяского царства Мутуль со столицей в Тикале.

## Биография
Юкном-Чен воцарился около 790 года, являясь преемником Яш-Нун-Айина II.
9.19.0.0.0, 9 Ahaw 18 Mol (28 июня 810 года) он приказал возвести в Тикале стелу 24, на которой же он и упоминается.
Его преемником стал Нуун-Ухоль-Кинич.